# 乙醯化

水楊酸乙酰化形成阿司匹林.

乙醯化（英語：Acetylation；IUPAC命名：ethanoylation）又稱乙醯基化或乙醯化作用，是指將一個乙醯官能基加入到一個有機化合物中的化學反應。反之將乙醯基移除的反應稱為脫乙醯作用或去乙醯化反應（英語：Deacetylation）。蛋白质的乙醯化是一种轉译后修饰作用。